# Crystal Scenery II
『Crystal Scenery II』（クリスタルシーナリーツー）は、岡本真夜の3枚目のミニ・アルバム。2009年5月27日に発売された。販売元は日本クラウン。

## 概要
セルフカバー・ベスト・アルバム。
過去シングル表題曲を中心に選曲されている。
1999年に発表のアカペラ・アルバム『Crystal Scenery』とは違い、アカペラのみではなくアレンジには楽器も使用されている。

## 収録曲
全曲作詞・作曲：岡本真夜
編曲：西垣哲二・岡本真夜・高山和芽（特記以外），西垣哲二・岡本真夜（1.5）
1. Crystal Scenery III
2. Alone　-Crystal Scenery II version-
3. 想い出にできなくて　-Crystal Scenery II version-
4. FOREVER　-Crystal Scenery II version-
5. Crystal Scenery IV
6. この星空の彼方　-Crystal Scenery II version-
7. BLUE STAR　-Crystal Scenery II version-
8. つむぎうた　-ココロのゆりかご version-
  - タカラトミー「のほほん族」イメージソング